# 二十日鼠と人間 (1992年の映画)
『二十日鼠と人間』（はつかねずみとにんげん、Of Mice and Men）は、1992年制作のアメリカ映画。ジョン・スタインベックの同名小説の忠実な映画化作品である。

## あらすじ
1930年代のカリフォルニア。季節労働者のジョージとレニーは、レニーが起こしたトラブルから働いていた農場を追われ、貨物列車に乗り込んで、新しい仕事を求めて旅に出る。小柄だが頭のいいジョージと大きな体だが知恵遅れのレニー。2人は幼い頃からの友達で常に行動を共にしていて、いつか自分たちの農場を持ち穏やかに暮らしたいと思っている。レニーは柔らかくて可愛いものが好きでウサギを飼いたいと夢見ているが、彼は力加減ができずに小動物を死なせてしまうので、そんな夢もレニーには難しい。それは小動物に限らず、今回逃げる羽目になったのも、女性の柔らかいドレスに夢中になって誤解を受けたためだった。2人が職業紹介所で紹介された牧場に着くと、そこには小男で喧嘩早いボスの息子カーリーと、奔放で扇情的なカーリーの妻がいた。大男が嫌いなカーリーはレニーを目の敵にし、ある夜、執拗にちょっかいを出して殴りかかり、抵抗したレニーの怪力でカーリーは右手を潰されてしまう。そして、レニーが1人で納屋にいる時に事件が起こる。カーリーの妻が来て話すうち、レニーが柔らかいものが好きだと知って自分の髪を撫でさせた。すると髪の毛に夢中になったレニーの手は乱暴になり、怯えた妻がもがくうち、妻の口を塞ぎ首の骨を折ってしまう。グッタリした姿を見て、彼は走って納屋から逃げた。納屋に来た掃除夫が遺体を発見してジョージに伝え、次に聞かされたカーリーと労働者らはすぐレニーの後を追う。ジョージは1人で追いかけて川辺でレニーを発見する。レニーは事の重大さを理解することができず、ジョージはいつもの夢物語を語りながらレニーの背後に回って、隠していた銃でレニーの後頭部を撃ち抜く。その後、ジョージは牧場を去り、レニーとの思い出を胸に1人新たな土地へと向かう。

## キャスト
- ゲイリー・シニーズ：ジョージ・ミルトン
- ジョン・マルコヴィッチ：レニー・スモール
- レイ・ウォルストン：キャンディ
- ケイシー・シーマツコ：カーリー
- シェリリン・フェン：カーリーの妻
- ジョー・モートン：クルックス